# Ferragosto di morte
Ferragosto di morte è un romanzo di Carlo Cassola pubblicato dalla casa editrice Ciminiera nel 1980.
Si tratta del primo romanzo dello scrittore toscano non pubblicato da Rizzoli dopo un sodalizio durato circa dieci anni, per motivi dovuti a dissidi con l'editore milanese. È il secondo libro della cosiddetta «trilogia atomica» dell'ultimo periodo dell'autore, preceduto da Il superstite (1978) e seguito da Il mondo senza nessuno (1982).

## Trama
Lo scrittore Ferruccio Fila – personaggio che si riallaccia al romanzo Il superstite in quanto padrone del cane Lucky – ha ancora cinque giorni di vita, prima di dover soccombere per le radiazioni. Scampato al disastro nucleare che si è abbattuto sul mondo, insieme ad una manciata di individui, Ferruccio si ritrova in questi giorni a fare i conti con se stesso e con l'esistenza, fornendo un bilancio della propria vita e della storia umana che ha portato l'uomo all'autodistruzione.

## La critica
Scrive Renato Bertacchini che il protagonista di Ferragosto di morte è un «uomo innamorato della esistenza, [...] scoperto e familiare alter ego narrante di Cassola, [che] nei cinque giorni che gli restano elabora una specie di angoscioso, lucido diario mentale, tra il testamento e il bilancio autocritico della propria vita». È il Cassola dell'ultima fase della sua opera, in cui l'antimilitarismo diviene predominante, scagliandosi contro l'inquinamento e il pericolo della minaccia atomica.
Il giudizio negativo che ne darà Manlio Cancogni a Rizzoli sarà uno dei motivi che spingeranno l'autore a interrompere per un certo periodo la sua collaborazione con la casa editrice milanese, oltre che rompere definitivamente l'amicizia di lunga data con il collega Cancogni.

## Edizioni
- Carlo Cassola, Ferragosto di morte, Reggio Emilia, Ciminiera, 1980.